# Nagykopanica
Nagykopanica (horvátul: Velika Kopanica, németül: Groß Kopanitz) falu és község Horvátországban, Bród-Szávamente megyében.

## Fekvése
Bród központjától légvonalban 30, közúton 36 km-re keletre, Szlavónia középső részén, a Szávamenti síkságon, az A3-as autópályától északra fekszik.

## A község települései
A községhez közigazgatásilag Beravci, Divoševci, Kiskopanica, Nagykopanica
és Kupina települések tartoznak.

## Története
Amint azt a „Selište” régészeti lelőhely leletei bizonyítják területe már a történelem előtti időkben is lakott volt. 1991-ben a Zágráb-Lipovac autópálya építése során Kupina falutól északkeletre, mintegy 500 méterre egy 600 méteres hosszúságú és 200 méteres szélességű dombháton végeztek feltárásokat. Itt több rétegben a vaskortól a római korig lakott település maradványait találták meg. A vaskori leletek a La Tène-kultúra népéhez köthetők, de településük maradványait a földművelés és a római építkezés nagyrészt elpusztította. A leletek között főként cseréptöredékek, vastárgyak és bronztárgyak voltak. A vaskori falura később római villagazdaság (villa rustica) épült.
2017-ben a Vrpoljét Nagykopanicával összekötő vízvezeték építése során három régészeti lelőhelyet is találtak, melyek közül egy Nagykopanica területére esett. Itt, a „Mekotice” lelőhelyen, egy kissé megemelkedett terület északi részén, a Vrpoljét és a Nagykopanicát összekötő úttól keletre eső szántóföldön középkori település maradványait, főként cseréptöredékeket találtak. A feltárt terület hossza 40 és szélessége 30 méter volt. A lelőhely az út nyugati oldalára is kiterjedt, de ezt a buja növényzet miatt nem tárták fel. A végső következtetés szerint valószínűleg a középkori település szélére bukkantak.
Kopanica területén a középkorban vár állt, melyet a török elfoglalt és lerombolt. Keresztény lakossága a török uralom idején is megmaradt, lelki gondozásukat a modričai ferences kolostor szerzetesei látták el. A törökellenes felszabadító háború során 1685-ben a modričai Szent Illés kolostort lerombolták. A ferences atyák ekkor előbb Kopanicára jöttek, majd innen 1714-ben Diakovárra mentek, ahol végül letelepedtek. Kopanica ezért 1685-ben már plébánia székhelye volt. A szlavóniai települések 1698-as kamarai összeírásában „Kopanicza” néven hajdútelepülésként 69 portával említik. 1730-ban említik fából épített plébániatemplomát, de ekkor már megkezdődött az új templom építése. A településen ekkor 30 ház állt. Az 1734-es vizitációs jelentés részletesen leírja a Szent Illés plébániatemplomot, mely jó állapotban álló, szép épület volt. Kórusa és tornya fából épült, szépen díszített oltára és három harangja volt. 1746-ban a településen 50 ház állt 418 lakossal. 1760-ban Velika és Mala Kopanicán összesen 106 ház volt, ahol 189 család és 1074 katolikus lakos élt.
Az első katonai felmérés térképén „Vel. Kopanicza” néven található. Lipszky János 1808-ban Budán kiadott repertóriumában „Kopanicza (Velika)” néven szerepel. Nagy Lajos 1829-ben kiadott művében „Kopanicza (Velika)” néven 305 házzal, 1592 katolikus és 7 ortodox vallású lakossal találjuk. A katonai közigazgatás megszüntetése után 1871-ben Pozsega vármegyéhez csatolták. 1891-ben létesült a település első postája, ugyanebben az évben vallási egyesület alakult. 1895-ben megnyílt a horvát olvasókör.
A településnek 1857-ben 1647, 1910-ben 1848 lakosa volt. Pozsega vármegye Bródi járásának része volt. Az 1910-es népszámlálás adatai szerint lakosságának 84%-a horvát, 13%-a német, 2%-a magyar anyanyelvű volt. Az első világháború után 1918-ban az új szerb-horvát-szlovén állam, majd később (1929-ben) Jugoszlávia része lett. 1925-ben állatorvosi állomás, 1928-ban orvosi rendelő épült. Mivel 1959-ben egy nagy vihar pusztított lebontva a tetőket, kidöntve a fákat és sok épületet károsítva, a település száz éves parkja is megsemmisült. Az eladott szárított fából új csemetéket vásároltak és a helyi parkot újjáépítették. Az iskola előtti parkot 1979/80-ban alakították ki. 1991-től a független Horvátországhoz tartozik. 1991-ben lakosságának 96%-a horvát nemzetiségű volt. 2011-ben a településnek 1762, a községnek összesen 3308 lakosa volt.

## Lakossága
| Lakosság változása | Lakosság változása | Lakosság változása | Lakosság változása | Lakosság változása | Lakosság változása | Lakosság változása | Lakosság változása | Lakosság változása | Lakosság változása | Lakosság változása | Lakosság változása | Lakosság változása | Lakosság változása | Lakosság változása | Lakosság változása |
| ------------------ | ------------------ | ------------------ | ------------------ | ------------------ | ------------------ | ------------------ | ------------------ | ------------------ | ------------------ | ------------------ | ------------------ | ------------------ | ------------------ | ------------------ | ------------------ |
| 1857               | 1869               | 1880               | 1890               | 1900               | 1910               | 1921               | 1931               | 1948               | 1953               | 1961               | 1971               | 1981               | 1991               | 2001               | 2011               |
| 1.647              | 1.571              | 1.420              | 1.625              | 1.673              | 1.848              | 1.669              | 1.819              | 1.765              | 1.902              | 2.186              | 2.197              | 2.090              | 2.061              | 2.120              | 1.762              |

## Gazdaság
A helyi gazdasági élet alapja hagyományosan a mezőgazdaság. A feldolgozóipar első formái a helyi malomnak még az első világháború előtti megépítésével és fejlesztésével kapcsolatosak, Ezen kívül még ismert volt a kopanicai téglagyár, amely a két háború között működött. A régió gazdasága a második világháború után a mezőgazdaság irányába fejlődött. A mezőgazdasági termelés ösztönözte a feldolgozóipart is. Az 1990-es évek demokratikus változásaival és az egyéni gazdasági kezdeményezések ösztönzésével két újabb malom is nyílt Nagykopanicán, ahol jelenleg három fűrészüzem is működik. A lakosság nagy része továbbra is a mezőgazdaságból él, de a fiatalok főként a közeli városok, Bród és Diakovár ipari üzemeiben dolgoznak.

## Nevezetességei
Szent Illés próféta tiszteletére szentelt római katolikus plébániatemploma 1766 és 1768 között épült a korábbi fatemplom helyén. Felszentelése 1777-ben történt. A két világháború között megújították, majd az 1960-as években egy földrengést követően kellett helyreállítani. Utolsó felújítása 1975 és 1983 között történt.

## Kultúra
Az „Ivan Filipovic” énekkarról az első feljegyzés 1903-ból származik, melyben az áll, hogy két évvel korábban, azaz 1901-ben alapították. Először csak férfi kórusként működött, 1920-tól azonban már nők is csatlakozhattak, így vegyeskarrá alakult. 1950-ben megalakult a KUD „Ivan Filipović” kulturális és művészeti egyesület, bár itt valószínűleg a korábbi énekkar tevékenységének átalakításáról beszélhetünk. Az egyesület kezdeményezte a keretében működő olvasókör megalapítását. Az egyesület ma is a művészeti élet szervezője, a helyi kulturális örökség őrzője. Számos vendégszereplése és előadása során öregbíti szülőföldjének hírnevét.

## Oktatás
A lakosság oktatásának első kísérlete a ferencesek tevékenységével kapcsolatos, de a szülők akkor még nem voltak érdekeltek a fiatalok taníttatásában. Az oktatás csak Mária Terézia rendeletére, 1764-től indulhatott meg. Ez az első kopanicai iskola triviális iskola volt, német nyelvű oktatással és külföldi tanítókkal. Az oktatás 2-3 évig tartott. 1829-ben utasítást adtak ki az általános iskolák kötelező megnyitásáról minden városban. Az iskola minden fiú és leánygyermek számára kötelező volt és az órákat horvát nyelven tartották. A kezdeti nehézségek ellenére 1831-ben Nagykopanicán is megnyílt az elemi iskola, amely 3 évig egy magánházban működött, míg 1834-ben fából felépült az iskolaépület. Az állami és a triviális iskolák közötti különbség az volt, hogy az utóbbiban a tanárok helyzete sokkal kedvezőbb volt, mivel ezek az iskolák állami intézményekké váltak, míg az állami iskolákat maga a község finanszírozta. Az 1871. évi iskolatörvény eltörölte az ilyen kettős iskolai rendszert és állami általános iskolákat hozott létre a helyükön. Így történt ez Nagykopanicán is. Az iskola mai épülete 1977-ben épült, korszerűen felszerelt épület. Tevékenységre és számos díjat és elismerést kapott.

## Sport
- Az NK „Posavina” Velika Kopanica labdarúgóklubot 1932-ben alapították. A megyei 2. ligában szerepel.
- LD „Vir” Velika Kopanica
- LJ „Šljuka” Velika Kopanica
- MNK „Velika Kopanica”

## Híres emberek
Itt született 1823. június 24-én Ivan Filipović horvát író, pedagógus. Mellszobra az iskola épülete előtt áll.